# Informační instituce
Informační instituce je instituce poskytující služby a produkty, které jsou zaměřeny a primárně souvisí s informacemi. Podle definice TDKIV – České terminologické databáze z oblasti knihovnictví a informační vědy je informační instituce: „Instituce, která ukládá, zpřístupňuje, zpracovává a zprostředkovává informace.“ V současnosti se vlivem technologií informace stává cenným artiklem, který má stálou hodnotu. Pojem informační instituce popisuje Jiří Cejpek ve své knize Informace, komunikace a myšlení jako obecný pojem, který zahrnuje jak tradiční knihovny a archivy, tak také informační instituce, jejichž nástup začal až v průběhu 20. století.
Nové typy informačních institucí vyvstaly zejména díky technologickému pokroku, který zásadním způsobem ovlivnil celou globální společnost, především pak díky automatizování rutinních činností pomocí výpočetní techniky a poskytování vzdáleného přístupu k datům pomocí celosvětové sítě internet. Vznikla tak např. dokumentační a bibliografická centra, informační střediska a informační centra, databázová centra, digitální knihovny aj. Tím se však rozhodně nedá upřít hodnota historicky významným zástupcům uchovávání a zprostředkování vědomostí celé společnosti, jakými jsou knihovny a archivy, které sbírají, uchovávají a samozřejmě zpřístupňují záznamy vědomostí nejen aktuální, ale i historické.
Informačními institucemi jsou tedy především:
- knihovny
- archivy
- muzea
- digitální knihovny
- databázová centra
- informační střediska
- dokumentační střediska

## Poslání informačních institucí
Archivy, knihovny a jiné instituce jsou, jak již bylo výše předesláno, k tomu, aby sloužily jako místo zpracovávající, ukládající a poskytující informace koncovému uživateli nebo třetí osobě. Třetí osobou je míněna osoba, která si objedná jisté informace, které jí jiný jedinec prostřednictvím informační instituce obstará. Pro koncového uživatele je tedy informační instituce prostředek k naplnění jeho specifické informační potřeby. Jako prostředek ke zpřístupnění informací slouží kromě vlastních institucí různé nástroje, kterými jsou ony instituce vybaveny, ať už se jedná o různé informační služby či informační systémy. Problematikou vlastního vyhledávání informací se zabývá mnoho vědců, cílem je pochopit proces a složky informačního vyhledávání, jehož neoddělitelným prvkem je samozřejmě člověk. „Koncový uživatel, člověk v komunikaci s informačním systémem, či informační službou přímou či zprostředkovanou informační institucí nebo informačním specialistou, je středem celého problému, kolem kterého se odehrávají procesy vyhledávání informací.“[zdroj?]

## Pracovníci informačních institucí
Stejně jako jsou rozmanité druhy jednotlivých institucí, neméně rozmanitosti panuje i na poli označování pracovníků informačních profesí. Už se zdaleka nejedná pouze o knihovníky v tradičním slova smyslu, nýbrž se etabluje nový pojem jako informační pracovník. Informačních pracovníků je celá řada. V současnosti se klade velký zřetel na technické dovednosti a znalosti této profese. Nejen v ČR, ale celosvětově vznikají nové profese a pracovní zařazení. Vývoj informační vědy a knihovnictví je také reflektován v systému vzdělávání informačních pracovníků bez ohledu na to, zda se jedná o profese spojené s katalogizací, uchováváním informací (např. ve formě správy a uchovávání knihovního fondu či elektronické báze dat), poskytováním rešeršních služeb, poradenstvím, knihovnictvím až po datamining. Podle struktury a typu služeb, jež informační instituce poskytuje, může být její zaměstnanec označován nejen jako knihovník nebo pracovník archivu, ale také např. jako správce databáze, informační konzultant, katalogizátor aj.. Zpravidla se při svém zaměstnání informační pracovník nezabývá pouze jednou činností, nýbrž jich pokryje i více. Záleží ovšem na povaze a struktuře pracoviště, stejně jako na pozici, kterou v instituci zaujímá. Ani knihovny jako jedny z tradičních informačních institucí už neslouží pouze k půjčování knih, ale, jak uvádí Gorman a Crawford (ve své knize Future Libraries: Dreams, Madness & Reality), ale jako instituce, které skladují, šíří a zprostředkovávají k užívání nejen informace, ale především vědomosti, jež jsou v jejich záznamech ukryté.